# Низкий Тауэрн
Ни́зкий Та́уэрн (нем. Niedere Tauern) — горный хребет в Центральных Восточных Альпах (Австрия). Его длина составляет более 100 км. Самая высокая точка — гора Хохголлинг (2862 м). Расположен на главном альпийском хребте, на территории земель Штирия и Зальцбург. На западе и юге граница с хребтом Высокий Тауэрн проходит по перевалу Муртёрль и реке Мур, а на севере и востоке река Энс и перевал Шобер определяют границу с Северными Известняковыми Альпами.
Низкий Тауэрн сложен гранитами, гнейсами, сланцами, известняками. До высоты 2000 м — леса из пихты, лиственницы, выше 1800—2000 м — луга. Нижние части склонов используются для посевов ржи и овса. Хребет приблизительно совпадает с границами Альпийского ледникового щита в период последнего ледникового периода, поэтому восточная часть системы не имеет оледенения и служит убежищем для некоторых редких видов растений.
На хребте находятся горнолыжные курорты, как, например Обертауэрн и Шладминг.